# Laurel (Indiana)
Pour les articles homonymes, voir Laurel.
Laurel est un bourg (town) du canton de Laurel dans le comté de Franklin en Indiana aux États-Unis. Lors du recensement de 2010, il avait une population de 512 habitants.

## Annexe